# Bioterrorisme
 (juin 2017).
Si vous disposez d'ouvrages ou d'articles de référence ou si vous connaissez des sites web de qualité traitant du thème abordé ici, merci de compléter l'article en donnant les références utiles à sa vérifiabilité et en les liant à la section « Notes et références ».
 (juin 2017).
Le bioterrorisme ou terrorisme biologique consiste en l’utilisation ou la menace d'utilisation de micro-organismes tels que des virus, bactéries, champignons, dans le but de provoquer intentionnellement une maladie ou le décès d'êtres humains, d'animaux ou de plantes, sans déclaration de guerre officielle ni même nécessité que l'agresseur soit un État (cela pourrait être par exemple un groupement comme le crime organisé). Il se distingue en cela de la simple guerre biologique, et pas seulement par l'ampleur de la cible.
Le terme est difficilement définissable d'une manière objective, tant il existe de définitions du mot terrorisme.
Par exemple, la distribution de couvertures infectées par le choléra et la variole en 1763 à des tribus aborigènes en Amérique du Nord par des militaires britanniques pourrait être considérée comme une attaque bioterroriste génocidaire délibérée. Ainsi, il est peut-être plus prudent de parler d'incidents que d'attaques et de n'utiliser le terme que pour des événements contemporains plutôt qu'historiques.
Les agents biologiques sont habituellement disséminés par aérosol (inhalés ou avalés). La difficulté principale dans la préparation d'une attaque est généralement de trouver une méthode de dissémination de l'agent qui permettra une infection la plus large possible.

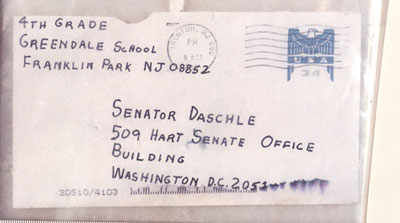
Enveloppe contaminée au bacille du charbon (États-Unis - 2001)

## Historique du bioterrorisme

### Définition
Le bioterrorisme est la diffusion de germes capables de déclencher des maladies mortelles. Différents types de germes peuvent être utilisés en tant qu’arme biologique : les bactéries, les virus, les champignons, les protozoaires et les toxines. Certaines souches sont relativement accessibles, tels bacille du charbon, anthrax, toxine botulique, aflatoxine, alors que d'autres sont plus rares, tels le virus de la variole éradiqué depuis 1979 mais conservé dans deux laboratoires (Atlanta et Novossibirsk), ou nécessitent un certain niveau de connaissance et d'expertise dans leur manipulation et leur préparation.
Avec les progrès réalisés en génétique et en biologie moléculaire, des bactéries inoffensives peuvent être rendues pathogènes par insertion de gènes de toxicité empruntés au génome de bactéries dangereuses. Il est également possible de rendre encore plus virulentes des bactéries qui étaient déjà dangereuses ou de les modifier afin qu’elles ne soient pas reconnues par le système immunitaire ou qu'elles soient résistantes à tous les antibiotiques.
On peut distinguer deux voies d’attaque du bioterrorisme :
- Attaque directe sur la population. Outre les conséquences physiques, l’effet psychologique est très fort, la terreur et la panique s’installent, ce qui aboutit à la paralysie complète ou partielle du pays concerné et donc à des conséquences néfastes pour l’économie.
- Attaque de l’élevage et/ou de l’agriculture d’un pays. L’économie du secteur concerné est directement touchée. La conséquence est un affaiblissement plus ou moins important de l’économie en fonction des dommages subis. De plus, si la population apprend l’origine bioterroriste de la chute d’un secteur alimentaire, l’effet de panique est décuplé et le pays également paralysé.

Dans les deux cas le but est de paralyser un pays et par conséquent de ruiner son économie.
Cependant, malgré l’efficacité potentielle impressionnante de certains germes, il y a un très grand nombre de variables à prendre en compte dans la réussite d’un attentat bioterroriste, telles la taille des spores (pour une bactérie) ou la qualité de l’aérosol utilisé, mais certaines sont incontrôlables, c’est le cas du taux d’humidité dans l’air ainsi que du sens et de la vitesse des vents. Si bien que l’efficacité d’un tel attentat, concernant le nombre de victimes, reste encore imprévisible. D’autant plus que l’utilisation de virus est rendue délicate non seulement à cause du danger et de la difficulté que représentent leur manipulation mais aussi du fait de leur relative fragilité dans le milieu extérieur, car contrairement à certaines bactéries, les virus n’ont pas de spores permettant de résister à un environnement hostile.
Seuls des bioterroristes appuyés par un laboratoire d’État très équipé pourraient réussir à obtenir une arme biologique réellement efficace, mais ceci s’apparente plus à du bioterrorisme d’État qu’à du bioterrorisme indépendant. C’est pourquoi le bioterrorisme joue essentiellement sur l’effet de panique, sans compter qu’il s’agit d’une menace invisible.
Alors le spectre de l'attaque bioterroriste peut être brandi pour forcer l'adhésion des populations à des mesures de contrôle et engager des mesures répressives qui ne respectent plus les droits de la personne. La vigilance des scientifiques est importante pour que le public puisse avoir une information exacte quant à l'efficacité réelle des biotechnologies.

### Apparition de l’arme biologique
L’utilisation d’armes biologiques n’est pas récente, elle commence dès le VIe siècle avant l'ère chrétienne et se poursuit à travers les siècles jusqu’à sa forme actuelle. En voici trois exemples.
- VIe siècle avant l'ère chrétienne : les Assyriens empoisonnent les puits de leurs ennemis avec de l’ergot de seigle, un champignon dont la toxine produit de violentes hallucinations (on en extrait notamment le LSD).
- En 1346, lors du siège de Caffa (Crimée) les Tatars jettent les cadavres de pestiférés par-dessus les murs de la ville, obligeant les Génois à se rendre… Au prix, peut-être, de l’extension de la maladie à travers l’Europe.
- XVe siècle : le conquistador espagnol Pizarro aurait cherché à affaiblir les Indiens d’Amérique du Sud en leur offrant des vêtements contaminés par la variole[réf. nécessaire].

Au XXe siècle, l’utilisation des armes biologiques est étroitement liée à la guerre, notamment à partir de la Seconde Guerre mondiale.
- Dès les années 1930, l'armée japonaise, durant la guerre contre la Chine, dans le cadre d'un programme d'inventions scientifiques et bureaucratiques de l'empire du Soleil-levant, mené par l'Unité 731, a fait appel à des armes biologiques et à des inoculations d'agents pathogènes (bacille du charbon, peste…) à des milliers de prisonniers. Ce programme criminel était mené par le professeur Ishii qui après la guerre a été récupéré par les États-Unis pour lesquels il a continué ses recherches sur les armes biologiques.
- Pendant laquelle les Japonais ont utilisé le bacille de la peste sur des villes chinoises, alors que les Britanniques expérimentaient le bacille du charbon (Bacillus anthracis) sur l’île Gruinard au large de l’Écosse. L’accès à cette île, est de nouveau autorisé après 48 ans de mise en quarantaine.
- C’est à partir de cette époque et surtout pendant la guerre froide que les recherches sur les armes biologiques ont été effectuées en particulier aux États-Unis et en URSS. La fin de la guerre froide et la chute de l’Union soviétique sont en grande partie à l’origine de l’apparition du bioterrorisme que nous connaissons aujourd’hui (voir partie suivante : Causes de l’apparition du bioterrorisme).
- Dans les années 1990, les membres de la secte Aum, au Japon, avaient tenté par deux fois d’utiliser une arme biologique. Tout d’abord en 1992, ils tentent en vain de se procurer le virus Ebola qui était à l'origine de plusieurs graves épidémies au Zaïre. Puis en 1993, lors du mariage du prince héritier, ils échouent dans leur tentative de disséminer le bacille de la maladie du charbon du haut d’un immeuble parce qu'ils avaient choisi une mauvaise souche et qu'ils n'avaient pas su disséminer les cultures. En 1995, la secte se tourne alors vers une arme chimique beaucoup plus sûre et plus facile d’utilisation : le gaz sarin, qu’elle utilise lors de l’attentat du métro de Tokyo. Ceci illustre parfaitement la difficulté de manipulation et d’utilisation des armes biologiques. Militariser un produit et lui assurer une certaine efficacité n'est pas chose facile, cela passe par une capacité opérationnelle.
- À la fin de l’année 2001, une série d'attentats au bacille du charbon qui ont eu lieu aux États-Unis. Ils peuvent être considérés comme les premiers véritables attentats bioterroristes.

### Causes de l’apparition du bioterrorisme
Par opposition à la bombe atomique, les armes biologiques sont bon marché et nécessitent peu d’infrastructures pour leur production et leur stockage. Elles sont donc plus discrètes. En effet, s’il est extrêmement difficile de camoufler une usine fabriquant l’arme nucléaire, il est en revanche aisé de maquiller un laboratoire de production d’armes biologiques en un laboratoire de recherche tout à fait ordinaire. De plus, même s’il est délicat de rendre efficace une arme biologique, il est relativement simple de s’en procurer, et le manque d’efficacité est comblé par l’effet de panique provoqué.
Enfin, le cœur du problème de l’apparition du bioterrorisme est le lien très fort entre la guerre et la science. Particulièrement pendant la guerre froide, période durant laquelle l’équilibre de la terreur entre les deux Blocs ne s’est maintenu que par une course permanente à l’armement incluant les armes de dissuasion telle la bombe atomique, la plus connue car la plus spectaculaire arme de destruction massive, mais aussi les armes biologiques, dont des stocks impressionnants ont été constitués à l’abri des regards indiscrets.
La première cause de l’apparition du bioterrorisme est très probablement l’éclatement de l’URSS qui a mis au chômage les scientifiques soviétiques, parmi eux ceux qui travaillaient à l’élaboration d’armes biologiques. Certains ont été invités à venir travailler pour les États-Unis, d’autres laissés à leur propre sort, ont pu accepter l’offre généreuse de certains terroristes qui leur ont proposé de continuer à travailler pour eux.
La seconde cause est paradoxale, c’est une des forces des États-Unis qui se révèle être aussi une faiblesse. En effet, les laboratoires de recherche américains, dans un souci de progrès et d’innovation, sont très ouverts aux chercheurs venus du monde entier. Seulement, ceci implique le fait que les informations sont accessibles à un nombre important des personnes parmi lesquelles certaines n’ont peut-être pas de bonnes intentions.

## Programmes de guerre biologique et convention sur les armes biologiques
Le programme de guerre biologique américain a vu le jour pendant la Seconde Guerre mondiale mais s'est interrompu en 1969, lorsque le président Richard Nixon l'a finalement jugé inadéquat et a ordonné la destruction de tout l'arsenal biologique des États-Unis. Cette décision était en partie motivée par la constitution d'une défense nucléaire basée sur la dissuasion, qui rendait apparemment inutile le développement d'armes biologiques dont d'autres pays pourraient aussi se doter.
Plusieurs pays possèdent aujourd'hui un programme de guerre biologique. Le département de la Défense américain soupçonne une dizaine de pays de poursuivre des programmes de guerre biologique : Russie, Israël, Chine, Iran, Libye, Syrie et Corée du Nord. Le programme irakien a pour sa part été anéanti après la première guerre du Golfe.
Les armes biologiques offensives sont interdites par le traité multilatéral de 1972, dont le but était l'élimination des systèmes d'armes biologiques. En 1996, ce traité avait été signé par 137 pays.

## Manifestations récentes du bioterrorisme
- 1968-1972 : l'organisation d'extrême-droite américain Minutemen projette de libérer un virus sur des terminaux d'aéroport. Le virus est cultivé et mis au point par le dirigeant de l'organisation, Robert de Pugh, par ailleurs CEO de la Biolab Corporation dans le Maryland. Le projet est déjoué de justesse par les autorités.
- 1972 : L'Ordre du Soleil Levant, groupuscule néo-nazi, est démantelé à Chicago. Il projetait de contaminer les réserves en eaux de la ville avec plusieurs litres de bacille de la typhoïde.
- 1984 : Contamination par salmonelle à The Dalles, Oregon
- avril 1990 : la secte Aum Shinrikyō équipe trois véhicules pour répandre de la toxine au botulinum. Le premier entre dans Tokyo, répandant le produit, et se dirige vers le parlement japonais. Un autre véhicule devait se diriger vers la ville de Yokohama et la base navale américaine de Yokosuka. Le troisième fut utilisé dans la zone de l'aéroport international de Narita. L'attaque fut un semi-échec.
- En 1992, la secte japonaise Aum Shinrikyō, profitant d'une épidémie, tente en vain de se procurer le virus Ebola en Zaïre, lors d'une mission « humanitaire » menée par le gourou en personne avec quarante autres membres de la secte[2].
- 2001 : Enveloppes contaminées au bacille du charbon
- 2003 : Attaques à la ricine
- 2019 : Les services de renseignements tunisiens interceptent 19 lettres piégées avec des substances toxiques destinées à diverses personnalités politiques et publiques[3],[4].

## Prévision et réaction aux attaques bioterroristes
La prévision des attaques peut nécessiter le développement de systèmes d'identification biologiques.
Jusqu'à une date récente, les travaux américains concernant la protection contre les agents biologiques avaient pour seul objet de protéger les troupes sur le champ de bataille et non le citoyen civil. La surveillance des épidémies a fait les frais des mesures d'austérité. Or certaines épidémies, par exemple les intoxications alimentaires par E. coli ou les salmonelles, pourraient être tout aussi bien intentionnelles que naturelles.
En Eurasie, la surveillance épidémiologique commence à s'organiser à l'échelle européenne, en vue de constituer la structure nécessaire à la détection précoce des urgences biologiques. Outre la surveillance des sujets atteints, l'approche européenne prévoit l'analyse du caractère naturel ou délictueux des infections. En effet, il existe par exemple une variante naturelle du charbon (anthrax) dans le sud de l'Afrique.
Les scientifiques expérimentent différents systèmes susceptibles de détecter une menace biologique :
- Minuscules puces électroniques contenant des cellules nerveuses vivantes, capables de signaler la présence de toxines bactériennes (identification de toxines à large spectre)
- Tubes à fibres optiques tapissés d'anticorps couplés à des molécules luminescentes (identification de germes pathogènes spécifiques : anthrax, Clostridium botulinum, ricine, etc.).

### La détection par les plantes
La recherche publique a récemment été autorisée à développer des végétaux génétiquement modifiés qui pourraient rapidement être utilisés pour alerter la population et les autorités d'une attaque chimique ou biologique. Ces plantes modifiées pourraient changer de couleur au contact de certains agents chimiques ou biologiques parmi les plus susceptibles d'être employés par des terroristes. Judicieusement installées dans les lieux publics, ces plantes donneraient l'alerte en se décolorant rapidement par dégradation de leur chlorophylle en cas d'attaque.
Les arguments présentés à l'appui de cette option font valoir que les gens ont davantage l'habitude des plantes en pot que des capteurs chimiques, et que la présence de plantes dans les lieux publics serait moins inquiétante pour la population. En outre, ces OGM sentinelles pourraient être largement répandus, et on pourrait étendre le système aux arbres à feuillage persistant et aux algues aquatiques, de telle manière qu'un satellite pourrait détecter toute décoloration liée à un agent toxique.
Les mesures de réaction comprennent :
- La mise en place d'unités d'urgences médicales locales en vue d'assurer la prise en charge immédiate des victimes de l'attaque
- La formation du personnel des collectivités locales
- La fourniture de tenues de protection au personnel militaire
- La recherche des personnes ayant acheté des substances utilisables pour une attaque biologique

Une fois l'agent biologique identifié, la lutte peut s'organiser par vaccination des populations avant qu'elles soient exposées. Les vaccins ne constituent cependant pas une panacée, car les bioterroristes pourraient parvenir à développer de nouveaux agents pathogènes, éventuellement artificiels, contre lesquels les vaccins classiques seraient sans effet.
Certains sont donc d'avis qu'il serait intéressant de trouver un moyen d'accélérer suffisamment le développement des vaccins pour que ceux-ci puissent être créés, produits en masse et distribués rapidement en cas d'attaque. Les progrès en la matière passeraient par les avancées du séquençage de l'ADN qui permettrait d'identifier très rapidement les gènes d'un agent pathogène inconnu. Les séquences ainsi obtenues pourraient ensuite être employées pour développer un vaccin ADN « instantané ».
Les vaccins posent également le problème qu'ils produisent souvent des effets secondaires, parfois mortels, et qu'un programme d'inoculation de masse pourrait entraîner des morts ou des maladies injustifiées si l'attaque biologique attendue ne se produit pas. Ce problème se pose en particulier avec les vaccins contre la variole et le charbon.
La production du vaccin ne résout pas tout. Il est facile d'imposer une vaccination à des soldats, mais beaucoup plus difficile d'immuniser la population civile, en particulier si le vaccin risque de provoquer des effets secondaires alors que la controverse sur la vaccination fait déjà rage.
Certains expriment donc l'avis que la recherche devrait s'orienter avant tout sur le traitement des victimes d'armes biologiques. Ainsi, le virus Ebola tue les personnes infectées en provoquant une réaction inflammatoire massive (comparable au syndrome du choc toxique). L'action de ce virus pourrait donc être combattue par un nouvel anti-inflammatoire très puissant.

### Bioterrorisme dans la fiction
Les bioterroristes dans la saga de Resident Evil, ont pour but de propager les virus (Virus-T, G, Veronica, et las Plagas) dans le monde afin de transformer les êtres vivants en armes biologiques, c'est-à-dire les zombies.
Dans le jeu de société Pandemic, au seuil de la catastrophe, un bioterroriste opposé aux autres joueurs doit propager une cinquième maladie. Le jeu est disponible aux éditions Z-Man Games.